# Brulc
Brulc je priimek v Sloveniji, ki ga je po podatkih Statističnega urada Republike Slovenije na dan 1. januarja 2010 uporabljalo 354 oseb in je med vsemi priimki po pogostosti uporabe uvrščen na 1.029. mesto.

## Znani nosilci priimka
- Alenka Brulc Šiplič, zborovodkinja
- Andreja Brulc (*1968), britansko-slov. grafična oblikovalka, ilustratorka, likovna ustvarjalka, umetnostna zgodovinarka, kustosinja razstav, pedagoginja
- Anton Brulc, ljudski godec (Težka voda)
- Blaž Brulc (*1992), atlet (štafeta)
- Dušan Brulc (*1979), hokejist
- Lilian Brulc, slikarka
- Matjaž Brulc (*1976), umenostni zgodovinar, novinar, kritik, kustos; literat (pisec kratkih zgodb)
- Mitja Brulc (*1979), nogometaš
- Mirko Brulc (*1946), šolnik, politik - župan
- Srečko Brulc (*1987), kolesar
- Tone Brulc (1928 - 1996), publicist, pisatelj v Argentini
- glej tudi: Boštjan Brulec, rokometni trener